# 高橋智大
- 元騎手の調教助手。当項目で解説。
- TBSテレビ編成制作局ディレクター。高橋智大 (ディレクター)

高橋 智大（たかはし ともひろ、1980年8月27日 - ）は、千葉県出身の元騎手・現調教助手。

## 来歴
競馬学校15期生として北村宏司・白坂聡・高田潤・武英智・二本柳壮と同期になり、卒業後の1999年に美浦・大久保洋吉厩舎からデビュー。
1年目の1999年は3月7日の中山第4競走4歳新馬・ショウナンパーク（14頭中11着）で初騎乗 を果たし、5月9日の新潟第3競走4歳未出走をグレイトフェローで逃げ切って初勝利 を挙げる。6月5日の東京第7競走4歳500万下では13頭中13番人気のヤマニンフューシヤに騎乗し、兄弟子である吉田豊のメジロビクトリアをクビ差抑えて逃げ切り、単勝・馬連万馬券の波乱を起こす。秋は福島で3勝するなど、初年度は6勝をマーク。
2年目の2000年には3月4日の中山第5競走障害4歳以上オープン・メジロスパークで障害戦初騎乗を果たすが、落馬による競走中止という結果に終わっており、障害での騎乗はこの1回だけとなった 　。2000年以降に障害レース初騎乗、障害騎乗はその1回だけの騎手は5人となるが、高橋はその最初となり、西原玲奈と共にそのまま引退している 。同年は自身初の2桁勝利で自己最多の10勝をマークし、10勝中6勝は福島戦、4勝は冬の小倉・中京で2勝ずつ挙げたものとなった。
3年目の2001年には1月21日の中山第5競走3歳新馬でショウナンカンプで騎乗し3着に入り、2002年には冬の小倉戦3勝を含む4勝をマークし、2003年には地方からの再転厩後も勝てずにいたメジロマントルで5月の東京ダート戦を勝利。
2004年は僅か1勝に終わるが、2005年には1月23日の小倉第9競走4歳以上500万下を16頭中15番人気のメジロシルエットで追い込み勝ち。2着に8番人気トーワライアンが入ってメジロライアン産駒のワンツー となったほか、3着には12番人気メイショウオオナミが入り、3連単は405万530円のJRA史上最高配当を記録し、2004年11月20日の東京第10競走3歳上1000万下の3連単285万7890円を約120万円上回った。メジロシルエットでは2月の小倉・山国川特別（500万下）も勝利して連勝し、自身は早くも2勝目を挙げる。フィヨルドクルーズで春の福島500万下→京都1000万下を連勝し、格上挑戦の愛知杯では14番人気で13番人気マイネソーサリス、11番人気チアフルスマイルに次ぐ3着に入って3連単はJRA重賞史上最高となる221万4210円の大波乱となった。ラジオたんぱ賞ではエイシンサリヴァンで道中最後方から馬群を捌き、直線で大外を駆け上がって3着に入った。トウカイテイオー産駒コアレスパティオでも春の新潟→夏の福島と500万クラスを連勝し、7月30日の新潟第10競走尖閣湾特別では15番人気のアミュレットで道中後方に控え、直線馬場の真ん中を伸びると、大外急襲したヤマニントゥドロワにアタマ差勝利して大波乱を演出。同年は5年ぶりに10勝をマークしたが、結局この年が最後の2桁勝利となった。
2006年の福島牝馬ステークスではフィヨルドクルーズに騎乗し、直線入口で素早く抜け出した2年目鮫島良太のライラプスを3年目吉田隼人のロフティーエイムと6年目柄崎将寿のテンイムホウが追う中、大外から鋭く伸びて、ゴール前の懸命の追い比べの末にアタマ、クビ、クビの激戦で3着に入った。
2007年には2月10日の小倉で自身唯一の1日2勝を挙げ、クロコレーヌでフラワーカップで16頭中12番人気ながらショウナンタレントの3着、織姫賞（500万下）ではアルコセニョーラの2着に入った。
2008年には初めて0勝に終わり、2着、3着も0回であった。
2009年7月25日の新潟第6競走2歳新馬ではデュランダルの姪で11番人気のプリンセスメモリーに騎乗し、好位追走から徐々に進出すると、先に抜け出した1番人気ハードパワーに1馬身差付けて勝利。ゲートの中でガタガタして落ち着かないなど心配がありながらも、人気薄ながら人気馬をあっさり交わして勝ったが、高橋自身は最後の勝利となった。
2010年も2年ぶりに0勝で2着・3着も共に0回に終わり、2011年9月4日の小倉第7競走3歳以上500万下・イエスマイダーリン（14頭中12着）が最後の騎乗となり、10月31日限りで現役を引退。
引退後は堀宣行厩舎の調教助手となり、サトノクラウン、サトノクラウン産駒で第90回日本ダービー馬タスティエーラを手がけた。

## 騎乗成績
|      |            | 日付          | 競馬場・開催  | 競走名       | 馬名             | 頭数 | 人気 | 着順 |
| ---- | ---------- | ------------- | ------------- | ------------ | ---------------- | ---- | ---- | ---- |
| 平地 | 初騎乗     | 1999年3月7日  | 2回中山4日4R  | 4歳新馬      | ショウナンパーク | 14頭 | 12   | 11着 |
| 平地 | 初勝利     | 1999年5月9日  | 1回新潟4日3R  | 4歳未出走    | グレイトフェロー | 15頭 | 3    | 1着  |
| 平地 | 重賞初騎乗 | 2000年1月23日 | 1回中山8日11R | AJCC         | アールニセイ     | 14頭 | 13   | 11着 |
| 障害 | 初騎乗     | 2000年3月4日  | 2回中山3日5R  | 障害オープン | メジロスパーク   | 7頭  | 7    | 中止 |

| 年度   | 平地競走 | 平地競走 | 平地競走 | 平地競走 | 平地競走 | 平地競走 | 平地競走 | 障害競走 | 障害競走 | 障害競走 | 障害競走 | 障害競走 | 障害競走 | 障害競走 |
| 年度   | 1着      | 2着      | 3着      | 騎乗数   | 勝率     | 連対率   | 複勝率   | 1着      | 2着      | 3着      | 騎乗数   | 勝率     | 連対率   | 複勝率   |
| ------ | -------- | -------- | -------- | -------- | -------- | -------- | -------- | -------- | -------- | -------- | -------- | -------- | -------- | -------- |
| 1999年 | 6        | 6        | 9        | 162      | .037     | .074     | .130     | -        | -        | -        | -        | -        | -        | -        |
| 2000年 | 10       | 8        | 15       | 224      | .045     | .080     | .147     | 0        | 0        | 0        | 1        | .000     | .000     | .000     |
| 2001年 | 2        | 2        | 4        | 101      | .020     | .040     | .079     | -        | -        | -        | -        | -        | -        | -        |
| 2002年 | 4        | 3        | 9        | 142      | .028     | .049     | .113     | -        | -        | -        | -        | -        | -        | -        |
| 2003年 | 3        | 3        | 7        | 112      | .027     | .054     | .116     | -        | -        | -        | -        | -        | -        | -        |
| 2004年 | 1        | 4        | 4        | 76       | .013     | .066     | .118     | -        | -        | -        | -        | -        | -        | -        |
| 2005年 | 10       | 7        | 10       | 143      | .070     | .119     | .189     | -        | -        | -        | -        | -        | -        | -        |
| 2006年 | 4        | 7        | 15       | 137      | .029     | .080     | .190     | -        | -        | -        | -        | -        | -        | -        |
| 2007年 | 3        | 7        | 2        | 125      | .024     | .080     | .096     | -        | -        | -        | -        | -        | -        | -        |
| 2008年 | 0        | 0        | 0        | 71       | .000     | .000     | .000     | -        | -        | -        | -        | -        | -        | -        |
| 2009年 | 3        | 0        | 1        | 75       | .040     | .040     | .053     | -        | -        | -        | -        | -        | -        | -        |
| 2010年 | 0        | 0        | 0        | 49       | .000     | .000     | .000     | -        | -        | -        | -        | -        | -        | -        |
| 2011年 | 0        | 1        | 1        | 13       | .000     | .077     | .154     | -        | -        | -        | -        | -        | -        | -        |
| 中央   | 46       | 48       | 77       | 1430     | .032     | .066     | .120     | 0        | 0        | 0        | 1        | .000     | .000     | .000     |
| 地方   | 1        | 1        | 0        | 15       | .067     | .133     | .133     |          |          |          |          |          |          |          |